# فابيان مونتيس سانشيز
فابيان مونتيس سانشيز هو سياسي مكسيكي، ولد في 5 أبريل 1974 في غوادالاخارا في المكسيك. نشط حزبياً في حزب العمل الوطني. وقد انتخب عضو مجلس النواب المكسيك ‏.